# Конституция Грузии
Конститу́ция Гру́зии — основной закон Грузии; единый, имеющий высшую юридическую силу, прямое действие и верховенство на всей территории Грузии политико-правовой акт, посредством которого народ учредил основные принципы устройства общества и государства, определил субъекты государственной власти, механизм её осуществления, закрепил охраняемые государством права, свободы и обязанности человека и гражданина. Грузинская конституция была принята 24 августа 1995 года и в последний раз пересматривалась 13 октября 2017 года.

## Основные положения

### Правительство
- Правительство становится высшим органом исполнительной власти, которое будет обеспечивать осуществление внутренней и внешней политики страны, и в то же время, является подотчетным перед Парламентом;
- Главой правительства является премьер-министр, который назначает на должность и освобождает с должности других членов правительства, в том числе и силовых министров — по действующей на сегодняшний день Конституции, это входит в эксклюзивные права президента. Отставка или прекращение полномочий премьер-министра автоматически вызывает прекращение полномочий других членов правительства;
- Полномочия правительства прекращаются сразу по признанию полномочий новоизбранного Парламента (а не после избрания нового президента, как это предусмотрено в действующей Конституции);
- Вышедшая на первое место партия в новом Парламенте представляет кандидатуру премьер-министра, которого формально выдвинет президент; Кандидат в премьер-министры сам выбирает министров и вместе с программой правительства представит Парламенту на утверждение; Для того, чтобы заручиться доверием Парламента, необходима поддержка со стороны большинства состава членов Парламента по списку;
- Если полномочия правительства прекращаются по другой причине (не из-за избрания нового Парламента), президент представит на утверждение ту кандидатуру на должность премьер-министра, которую ему предложит парламентское большинство, или в случае отсутствия такового, самая крупная фракция по числу её членов;
- Если Парламент с двух попыток не сможет утвердить правительство большинством своего состава по списку, тогда президент представляет законодательному органу кандидатуру в премьер-министры, которую ему предложит 2/5 часть депутатов, и распускает Парламент и назначает внеочередные парламентские выборы лишь после того, как и с третьей попытки не удастся выразить доверие правительству;
- Лишь правительство будет правомочно представлять проект государственного бюджета Парламенту (а не президент, как это предусмотрено в действующей модели), и тем самым вся ответственность за бюджетный процесс возлагается полностью на правительство и Парламент;
- Правительство будет вправе обращаться к Парламенту с предложением ратификации, денонсации или отмены международных договоров и соглашений (данного положения в базисном проекте не было); Таким правом в определённых случаях будет обладать и президент, но с потребностью контрассигнации от премьер-министра;
- Правительство будет вправе обратиться к президенту с просьбой созыва внеочередной сессии или заседания Парламента;
- Без представления правительства президент не сможет назначать или освобождать послов с должности; Также без согласия правительства не сможет принимать решение об аккредитации дипломатических представительств;
- Правительство назначает на должность или освобождает с должности губернаторов регионов (по базисному проекту, эти решения должны были согласовываться с президентом; По действующей же Конституции, эти полномочия полностью входят в компетенцию президента);
- В контрассигнации премьер-министра будут нуждаться правовые акты президента, кроме издаваемых в военное время актов; Здесь же определены те направления, в том числе и роспуск Парламента, назначение выборов, подписание закона; объявление военного положения и его отмена; предоставление и прекращение гражданства, назначение судей, когда премьер-министр не имеет право на контрассигнацию;
- Правительству предоставляется право потребовать от президента назначить референдум (такого положения в базисном проекте не было);
- Президент должен согласовывать с правительством осуществление переговоров и оформление договоров с другими странами (такого положения в базисном проекте не было).

### Парламент
- Признание полномочий новоизбранного Парламента автоматически вызывает формирование нового правительства;
- Парламент вправе объявить недоверие правительству, однако для этого расписана сложная последовательность процедур (аналогично сегодняшней Конституции). В целом, на полный цикл объявления недоверия и утверждение нового правительства может потребоваться до 92 дней, что является сокращенным сроком по сравнению со сроками, утверждёнными в первом слушании, которые составляли 127 дней. Объявление недоверия происходит следующим образом: для постановки вопроса к Парламенту должны обратиться не менее 2/5 депутатов, в течение 20-25 дней должно пройти голосование и за постановку вопроса о недоверии должны проголосовать более половины из состава депутатов по списку. Если это решение провалится, допускается его повторное инициирование в течение последующих шести месяцев; в течение 2-25 дней после постановки вопроса о недоверии Парламент голосует за представление президенту кандидата на должность премьер-министра, выдвинутого не менее 2/5 частями депутатов по списку;
- Президент вправе в течение 5 дней согласится или отказаться от кандидатуры премьер-министра; Парламент может преодолеть это вето 3/5 частью состава депутатов не менее, чем за 15 и не более, чем за 20 дней — эти сроки также составляли 20-25 дней, но были сокращены в к третьему слушанию;
- В случае преодоления вето, в течение, максимум 14 дней, происходит представление кандидатуры на пост премьер-министра и утверждение его правительства по правилам конструктивного вотума, которые наряду с утверждением нового правительства означают автоматическое объявление недоверия прежнему составу правительства;

Но в случае объявление Парламентом недоверия новому составу правительства, президент вправе в течение трех дней распустить Парламент и назначить внеочередные выборы;
- Премьер-министр вправе поставить перед Парламентом вопрос о доверии к правительству в связи с законопроектом, который был инициирован правительством (в том числе и по бюджетному законопроекту). Парламент в течение 14 дней или в одном слушании должен принять законопроект (законопроекты, обычно принимаются в трех слушаниях) или объявить недоверие правительству по установленной процедуре. Если Парламент не сможет принять решение об объявлении недоверия, законопроект будет считаться принятым. Но за этой процедурой не последует последняя стадия, предусмотренная по процедуре конструктивного вотума недоверия, которая предусматривает возможность роспуска Парламента президентом — таким образом, вопрос доверия правительству, связанный с законопроектом, не сможет стать причиной роспуска Парламента и назначения внеочередных выборов, как это было предусмотрено во всех предыдущих вариантах проекта;
- Парламент большинством полного состава вправе поставить перед премьер-министром вопрос о должностной ответственности отдельных министров (данного положения в базисном проекте не было); Однако, премьер-министр не обязан согласиться с мнением Парламента, так как об ответных механизмах в конституционном проекте ничего не сказано.
- Парламент осуществляет контроль за расходованием бюджетных средств посредством Контрольной палаты. По действующей Конституции, Парламент вправе напрямую осуществлять функцию контроля и в случае обнаружения нарушений потребовать приостановки расходования бюджетных средств — этого положения в новой модели уже нет;
- Правительство уже не имеет обязательства после «согласования» с парламентским комитетом представить государственный бюджет, как это предусмотрено в действующей Конституции. По новой редакции, представлению бюджета должно предшествовать «обсуждение» с комитетами его основных данных и направлений, а не «согласование»;
- При назначении послов уже не будет необходимости в согласии Парламента;
- По требованию 1/5 части депутатов (вместо сегодняшней ¼ части) создаются следственные и другие временные комиссии; Решение о создании комиссии принимается «по установленным по Регламенту Парламента правилам», то есть в виде постановления, для чего необходима будет поддержка большинства присутствующих на заседании депутатов; Количество представителей большинства в комиссии не должно превышать половину всего числа членов комиссии;
- Парламент сможет преодолеть вето президента по органическому закону — числом больше половины всего состава (вместо действующими сегодня 3/5 частей); В случае конституционного закона — не менее 2/3;
- Член Парламента будет вправе обратиться с вопросом к представителю исполнительной власти любого уровня и получить от него ответ.

### Президент
- Президент остается главой страны, главнокомандующим Вооруженными силами и представителем при осуществлении внешних отношений, но уже не будет управлять и осуществлять внутреннюю и внешнюю политику;
- Избирательный ценз для избрания на пост президента снова остается на уровне 35 лет, и на этот пост может быть избран гражданин Грузии, который проживал в Грузии хотя бы в течение 5 лет, и ко дню назначения выборов последние 3 года проживал в Грузии — это положение было изменено перед третьим слушанием. В принятых в первом и во втором слушании законопроектах, кандидат в президенты должен был быть уроженцем Грузии, который хотя бы в течение 15 лет проживал в Грузии;
- Президент не будет обладать правом занимать партийную должность, но он сможет остаться членом партии — это положение было отражено в законе после второго слушания;
- В компетенции президента остается право назначать или освободить с должности начальника Генерального штаба и других военных командующих только с согласия правительства — этой необходимости не было в первоначальном варианте проекта;
- Президент выдвигает кандидатуру премьер-министра и назначает его, что является формальной процедурой его участия в этом процессе, так как в случае, если правовой акт о назначении не будет издан, премьер-министр автоматически будет считаться назначенным;
- Президент уже не будет обладать правом по своей инициативе назначить референдум (такое право для него было предусмотрено во всех предыдущих вариантах проекта), и сможет сделать это только после того, как с соответствующим «требованием» выступят Парламент, правительство или не менее 200 тысяч избирателей;
- Президент уже не будет обладать правом на законодательную инициативу и выдвижение требования о внеочередном обсуждении законопроекта в Парламенте;
- Президент уже не будет обладать правом по собственной инициативе созвать заседание или сессию Парламента (это его право было сокращено Парламентом во втором слушании законопроекта), но такие заседания он сможет созвать по требованию председателя Парламента, не менее четвёртой части депутатов Парламента или правительства, но если акт о созыве не издан, в течение 48 часов с момента выдвижения требования Парламент все равно соберется;
- Президент сможет поставить перед Парламентом просьбу о ратификации, денонсировании или отмене международных договоров только с контрассигнации премьер-министра (необходимость контрассигнации в первоначальном проекте не предусматривалась); В то же время определены категории тех соглашений, по которым президент будет обладать правом выдвижения вышеуказанной просьбы;
- Президент уже не будет участвовать в бюджетном процессе;
- Президент уже не будет обладать эксклюзивным правом на представление в Парламент членов регулирующих комиссий (как это было предусмотрено в первоначальном варианте проекта) и ему придется делать это с согласия правительства;
- Также с согласия правительства президенту придется, после консультаций с основными политическими субъектами в Верховном совете автономной республики Аджария, представлять кандидатуру на пост председателя правительства Аджарии на утверждение в Верховный совет автономии — принятое в первом слушании данное новое положение не было отражено в предыдущих вариантах проекта;
- Президент уже не сможет отменять или приостанавливать действия правовых актов исполнительных властей;
- Президент обладает правом потребовать обсуждение законодательно инициативы или законопроекта в Парламенте внеочередным образом — однако это полномочие президента ко второму слушанию конституционных изменений может или полностью быть отменено или ограничено;
- Президент будет вправе потребовать обсуждение отдельных вопросов на заседании правительства и участвовать в заседании правительства в обсуждении этих вопросов (но не председательствовать на заседании правительства, как это предусматривалось в базисном проекте).
- До 15 дней сокращается парламентский срок объявления импичмента президенту. Вопрос об импичменте президента вновь сможет выдвинуть 1/3 депутатов полного состава Парламента, которые смогут обратиться в Конституционный суд в случае наличия признаков преступления или нарушения Конституции в действиях президента (по действующим сегодня правилам, вопрос об импичменте президента рассматривается Конституционным судом и Верховным судом по типу нарушения). Если Конституционный суд подтвердит наличие нарушения, импичмент президенту объявляет не менее 2/3 депутатов в течение 15 дней (вместо нынешних 30);
- Согласно новым конституционным положениям, полномочия президента прекращаются сразу после принесения новоизбранным президентом президентской присяги. Новый президент будет приведен к присяге в третий воскресный день после избрания;
- Согласно новым положениям, если в первом туре президентских выборов участвовал только один кандидат и он не смог набрать достаточное количество голосов, через два месяца пройдут новые выборы (это положение в проект было внесено в ходе второго слушания);
- Президент сохранит право на объявление военного или чрезвычайного положения, заключение мира — эти решения должны быть утверждены Парламентом;
- Президент вновь будет вправе с согласия Парламента приостановить деятельность органов самоуправления или распустить их, если создают угрозу суверенитету страны, территориальной целостности или осуществлению конституционных полномочия государственными органами;
- Президент сохранит эксклюзивное право на назначение выборов, помилование заключённых, решение вопросов предоставления гражданства, выдачу наград и званий, подписание и опубликование законов, заключение конституционного соглашения от имени государства с автокефальной апостольской Грузинской Православной Церковью;
- Президент также сохранит право на представление Парламенту ежегодного доклада раз в году.

### Другие изменения[3]
- Должность президента, премьер-министра, председателя Парламента не может занимать лицо с двойным гражданством (в базисном варианте эта норма распространялась в отношении всех государственных политических должностей);
- Право на собственность неприкосновенно; Его ограничение возможно таким образом, чтобы не нарушалась бы суть собственности, что выражается в предварительном и справедливом вознаграждении, которое освобождено от всяких налогов и пошлин;
- Категория органического закона остается в Конституции (в предыдущих вариантах предусматривалось изъятие такой категории). Кроме того, согласно новому положению, Трудовой кодекс должен относиться к категории органического закона;
- Возрастным цензом судей будет 30 лет (вместо действующего на сегодня ценза в 28 лет), и они будут назначаться бессрочно, до достижения пенсионного возраста; Но предусматривается не менее трехлетний испытательный период перед назначением на должность (этого положения не было в базисном проекте)
- Основные принципы полномочий местного самоуправления регулируются отдельной, новой главой Конституции;
- Пересмотр Конституции осложняется — поправки будут считаться принятыми, если за них проголосует на двух последовательно прошедших сессиях, минимум с трехмесячным интервалом, не менее 2/3 из полного состава депутатов Парламента Грузии.

## Содержание
- Глава первая. Общие положения
- Глава вторая. Гражданство Грузии. Основные права
- Глава третья. Парламент Грузии
- Глава четвёртая. Президент Грузии
- Глава пятая. Судебная власть
- Глава шестая. Государственные финансы и контроль
- Глава седьмая. Оборона государства
- Глава восьмая. Пересмотр Конституции
- Глава девятая. Переходные положения